# Octavio Schroeder

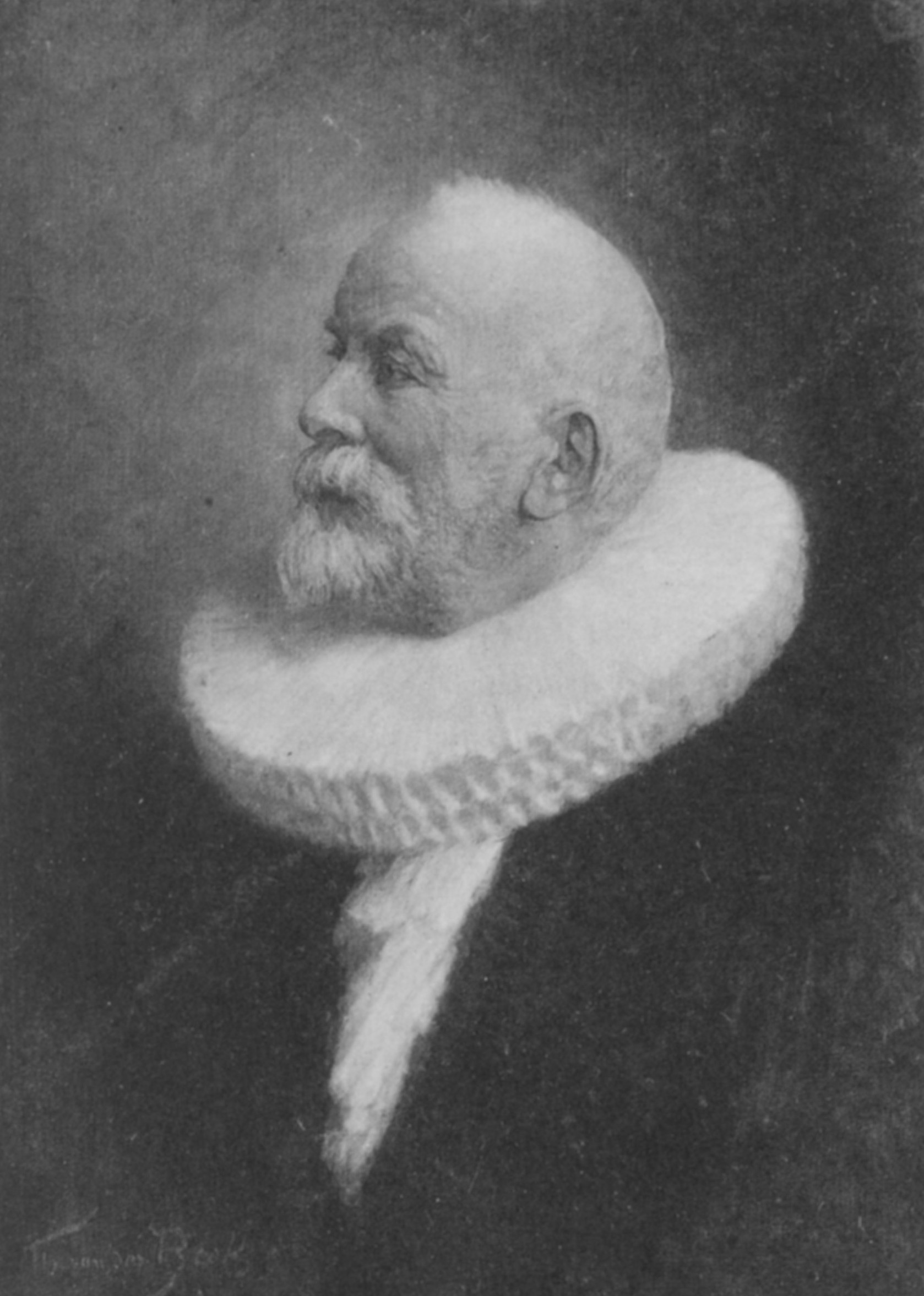
Octavio Schroeder

Octavio Hermann Schroeder (* 25. August 1822 in Hamburg; † 30. Juli 1903 in Othmarschen) war Hamburger Jurist und Senator. 

## Leben
Schroeder studierte an der Georg-August-Universität Göttingen und der Ruprecht-Karls-Universität erfolgreich Rechtswissenschaften. In Heidelberg gehörte er zu den Stiftern des Corps Vandalia Heidelberg. Schroeder ließ sich in Hamburg als Rechtsanwalt nieder und erlangt das Bürgerrecht.
Schroeder gehörte von 1868 bis zu seinem Eintritt in den Senat der Hamburgischen Bürgerschaft an. Am 17. Juli 1869 wurde Schroeder als Nachfolger von Friedrich Sieveking in den Senat gewählt. Schroeder war ab 1871 Vertreter von Gustav Heinrich Kirchenpauer als Hamburger Bevollmächtigter im Bundesrat, ansonsten war er vor allem in der Finanzdeputation tätig, die er eine Zeit lang leitete.
Im Jahre 1884 wurde Schroeder auf Senatsbeschluss wegen Geistesstörung von seinem Amt im Senat entbunden und in den Ruhestand verabschiedet. Zu seinem Nachfolger wurde Gerhard Hachmann gewählt.